# فیلم‌شناسی اینگمار برگمان
اینگمار برگمان کارگردان و فیلم‌نامه‌نویس سوئدی بود. بین سال‌های ۱۹۴۴ تا ۲۰۰۳ وی بیش از چهل فیلم بلند را کارگردانی کرد و فیلم‌نامه‌های بسیاری را برای دیگران نوشت. او همچنین نمایش‌نامه‌نویس بود و به صورت گسترده در تئاتر نیز فعالیت می‌کرد.

## فیلم‌های بلند
| سال  | عنوان فارسی                        | عنوان اصلی                              | در نقش   | در نقش       | نمایش نخست | نمایش نخست | توضیحات                                                                                         |
| سال  | عنوان فارسی                        | عنوان اصلی                              | کارگردان | فیلم‌نامه‌نویس | نمایش نخست | نمایش نخست | توضیحات                                                                                         |
| ---- | ---------------------------------- | --------------------------------------- | -------- | ------------ | ---------- | ---------- | ----------------------------------------------------------------------------------------------- |
| ۱۹۴۴ | عذاب                               | Hets                                    |          | آری          | سینما      | ۲ اکتبر    | به کارگردانی آلف خوباریا                                                                        |
| ۱۹۴۶ | بحران                              | Kris                                    | آری      | آری          | سینما      | ۲۵ فوریه   | بر اساس نمایش‌نامه‌ای از لک فیشر                                                                  |
| ۱۹۴۶ | بر عشق ما می‌بارد                   | Det regnar på vår kärlek                | آری      | آری          | سینما      | ۹ نوامبر   | بر اساس نمایش‌نامه‌ای از اسکار بروتن                                                              |
| ۱۹۴۷ | زن بدون صورت                       | Kvinna utan ansikte                     |          | آری          | سینما      | ۱۶ سپتامبر | به کارگردانی گوستاف مولاندر                                                                     |
| ۱۹۴۷ | کشتی برای هند                      | Skepp till Indialand                    | آری      | آری          | سینما      | ۲۲ سپتامبر |                                                                                                 |
| ۱۹۴۸ | موسیقی در تاریکی                   | Musik i mörker                          | آری      |              | سینما      | ۱۷ ژانویه  | به نویسندگی داگمار ادکویست، بر اساس نمایش‌نامه او                                                |
| ۱۹۴۸ | بندر سر راه                        | Hamnstad                                | آری      | آری          | سینما      | ۱۱ اکتبر   | بر اساس داستانی از اوله لنزبای                                                                  |
| ۱۹۴۸ | اوا                                | اوا                                     |          | آری          | سینما      | ۲۶ دسامبر  | به کارگردانی گوستاو مولاندر                                                                     |
| ۱۹۴۹ | زندان                              | Fängelse                                | آری      | آری          | سینما      | ۱۹ مارس    |                                                                                                 |
| ۱۹۴۹ | تشنگی/ سه عشق عجیب                 | Törst                                   | آری      |              | سینما      | ۱۷ اکتبر   |                                                                                                 |
| ۱۹۵۰ | به شادی                            | Till glädje                             | آری      | آری          | سینما      | ۲۰ فوریه   |                                                                                                 |
| ۱۹۵۰ | این نمی‌تواند در اینجا رخ دهد       | Sånt händer inte här                    | آری      |              | سینما      | ۲۳ اکتبر   | به نویسندگی هربرت گرونیوس، بر اساس رمانی از پیتر والنتین                                        |
| ۱۹۵۰ | هنگامی که شهر در خواب است          | Medan staden sover                      |          | آری          | سینما      | ۸ سپتامبر  | به کارگردانی لارش-اریک شلگرن، بر اساس رمانی از پر آندرش فوگلسترام                               |
| ۱۹۵۱ | میان‌پرده‌های تابستانی               | Sommarlek                               | آری      | آری          | سینما      | ۱ اکتبر    | بر اساس داستان ماری از برگمان                                                                   |
| ۱۹۵۱ | جدا شده                            | Frånskild                               |          | آری          | سینما      | ۲۶ دسامبر  | به کارگردانی گوستاو مولاندر                                                                     |
| ۱۹۵۲ | رازهای زنان/ زنان انتظار           | Kvinnors väntan                         | آری      | آری          | سینما      | ۳ نوامبر   |                                                                                                 |
| ۱۹۵۳ | تابستان با مونیکا                  | Sommaren med Monika                     | آری      | آری          | سینما      | ۹ فوریه    | بر اساس رمانی از پر آندرش فوگلسترام                                                             |
| ۱۹۵۳ | خاک‌اره و پولک                      | Gycklarnas afton                        | آری      | آری          | سینما      | ۱۴ سپتامبر |                                                                                                 |
| ۱۹۵۴ | درسی در عشق                        | En lektion i kärlek                     | آری      | آری          | سینما      | ۴ اکتبر    |                                                                                                 |
| ۱۹۵۵ | رؤیاها                             | Kvinnodröm                              | آری      | آری          | سینما      | ۲۲ اوت     |                                                                                                 |
| ۱۹۵۵ | لبخندهای یک شب تابستانی            | Sommarnattens leende                    | آری      | آری          | سینما      | ۲۶ دسامبر  |                                                                                                 |
| ۱۹۵۶ | آذرخش در چشم‌ها                     | Sista paret ut                          |          | آری          | سینما      | ۱۲ نوامبر  | به کارگردانی آلف خوباریا                                                                        |
| ۱۹۵۷ | مهر هفتم                           | Det sjunde inseglet                     | آری      | آری          | سینما      | ۱۶ فوریه   | بر اساس نمایش‌نامه‌ای از برگمان                                                                   |
| ۱۹۵۷ | توت‌فرنگی‌های وحشی                   | Smultronstället                         | آری      | آری          | سینما      | ۲۶ دسامبر  |                                                                                                 |
| ۱۹۵۸ | آستانه زندگی/ بسیار نزدیک به زندگی | Nära livet                              | آری      |              | سینما      | ۳۱ مارس    | به نویسندگی اولاً ایساکسون، بر اساس سه داستان از او                                              |
| ۱۹۵۸ | چهره                               | Ansiktet                                | آری      | آری          | سینما      | ۲۶ دسامبر  |                                                                                                 |
| ۱۹۶۰ | چشمه باکره                         | Jungfrukällan                           | آری      |              | سینما      | ۳۱ مارس    | به نویسندگی اولاً ایساکسون                                                                       |
| ۱۹۶۰ | چشم اهریمن                         | Djävulens öga                           | آری      | آری          | سینما      | ۱۷ اکتبر   | بر اساس نمایش‌نامه‌ای رادیویی از اولوف بانگ                                                       |
| ۱۹۶۱ | همچون در یک آینه                   | Såsom i en spegel                       | آری      | آری          | سینما      | ۱۶ اکتبر   |                                                                                                 |
| ۱۹۶۱ | باغ تفریحی                         | Lustgården                              |          | آری          | سینما      | ۲۶ دسامبر  | به کارگردانی آلف چلین                                                                           |
| ۱۹۶۳ | نور زمستانی                        | Nattvardsgästerna                       | آری      | آری          | سینما      | ۱۱ فوریه   |                                                                                                 |
| ۱۹۶۳ | سکوت                               | Tystnaden                               | آری      | آری          | سینما      | ۲۳ سپتامبر |                                                                                                 |
| ۱۹۶۴ | این همه زن                         | För att inte tala om alla dessa kvinnor | آری      | آری          | سینما      | ۱۵ ژوئن    | همچنین با نام اکنون در مورد این زنان نیز شناخته می‌شود.                                          |
| ۱۹۶۶ | پرسونا                             | پرسونا                                  | آری      | آری          | سینما      | ۱۸ اکتبر   |                                                                                                 |
| ۱۹۶۷ | محرک                               | محرک                                    | آری      | آری          | سینما      | ۲۸ مارس    | بخش «دانیل»                                                                                     |
| ۱۹۶۸ | ساعت گرگ و میش                     | Vargtimmen                              | آری      | آری          | سینما      | ۱۹ فوریه   |                                                                                                 |
| ۱۹۶۸ | شرم                                | Skammen                                 | آری      | آری          | سینما      | ۲۹ سپتامبر |                                                                                                 |
| ۱۹۶۹ | مراسم                              | Riten                                   | آری      | آری          | تلویزیون   | ۲۵ مارس    | خارج از اسکاندیناوی به‌طور محدود در سینما اکران شد.                                              |
| ۱۹۶۹ | مصائب آنا                          | En passion                              | آری      | آری          | سینما      | ۱۹ نوامبر  |                                                                                                 |
| ۱۹۷۱ | تماس                               | Beröringen                              | آری      | آری          | جشنواره    | ۶ ژوئن     |                                                                                                 |
| ۱۹۷۲ | فریادها و نجواها                   | Viskningar och rop                      | آری      | آری          | سینما      | ۲۱ دسامبر  |                                                                                                 |
| ۱۹۷۳ | صحنه‌هایی از یک ازدواج              | Scener ur ett äktenskap                 | آری      | آری          | تلویزیون   | ۱۱ آوریل   | بعدتر نسخه‌ای کوتاه‌تر از آن در سینما اکران شد.                                                   |
| ۱۹۷۵ | فلوت سحرآمیز                       | Trollflöjten                            | آری      | آری          | تلویزیون   | ۱ ژانویه   | بر اساس فلوت سحرآمیز از ولفگانگ آمادئوس موتسارت و امانوئل شیکاندر، در سینما نیز اکران شد.       |
| ۱۹۷۶ | چهره به چهره                       | Ansikte mot ansikte                     | آری      | آری          | سینما      | ۵ آوریل    | نسخه‌ای بلندتر از آن در تلویزیون پخش شد.                                                         |
| ۱۹۷۷ | بهشت تابستانی                      | Paradistorg                             |          |              | سینما      | ۲ فوریه    | تهیه‌کننده، به کارگردانی گونل لیندبلوم                                                           |
| ۱۹۷۷ | تخم مار                            | Das Schlangenei                         | آری      | آری          | سینما      | ۲۸ اکتبر   |                                                                                                 |
| ۱۹۷۸ | سونات پاییزی                       | Höstsonaten                             | آری      | آری          | سینما      | ۸ اکتبر    |                                                                                                 |
| ۱۹۸۰ | از زندگی عروسکان خیمه‌شب‌بازی        | Aus dem Leben der Marionetten           | آری      | آری          | سینما      | ۸ اکتبر    |                                                                                                 |
| ۱۹۸۱ | سالی و آزادی                       | Sally och friheten                      |          |              | سینما      | ۲۸ فوریه   | تهیه‌کننده، به کارگردانی گونل لیندبلوم                                                           |
| ۱۹۸۲ | فانی و الکساندر                    | Fanny och Alexander                     | آری      | آری          | سینما      | ۱۷ دسامبر  | نسخه‌ای بلندتر از آن در تلویزیون پخش شد.                                                         |
| ۱۹۸۴ | پس از تمرین                        | Efter repetitionen                      | آری      | آری          | تلویزیون   | ۹ آوریل    | بر اساس نمایش‌نامه‌ای از برگمان در جهان در سینما اکران شد.                                        |
| ۱۹۸۶ | رستگاران                           | De två saliga                           | آری      |              | تلویزیون   | ۱۹ فوریه   | به نویسندگی اولا ایساکسون، بر اساس رمان او                                                      |
| ۱۹۹۱ | بهترین نیات                        | Den goda viljan                         |          | آری          | تلویزیون   | ۲۵ دسامبر  | به کارگردانی بیله آگوست، نسخه‌ای کوتاه‌تر از آن در سینما اکران شد.                                |
| ۱۹۹۲ | کودکان روز یک‌شنبه                  | Söndagsbarn                             |          | آری          | سینما      | ۲۸ اوت     | به کارگردانی دانیل برگمان                                                                       |
| ۱۹۹۶ | اعترافات خصوصی                     | Enskilda samtal                         |          | آری          | تلویزیون   | ۱۲ دسامبر  | به کارگردانی لیو اولمان، بر اساس کتابی از برگمان، یک نسخه جشنواره‌ای کوتاه‌تر نیز از آن منتشر شد. |
| ۱۹۹۷ | در حضور یک دلقک                    | Larmar och gör sig till                 | آری      | آری          | تلویزیون   | ۱ نوامبر   | بر اساس نمایش‌نامه‌ای از برگمان                                                                   |
| ۲۰۰۰ | بی‌وفا                              | Trolösa                                 |          | آری          | جشنواره    | ۱۳ مه      | به کارگردانی لیو اولمان                                                                         |
| ۲۰۰۳ | ساراباند                           | ساراباند                                | آری      | آری          | تلویزیون   | ۱ دسامبر   | در سینماهای جهان اکران شد.                                                                      |